# Adventist World
Adventist World, ou Le Monde adventiste,  est la revue mensuelle internationale de l'Église adventiste du septième jour. Publié en douze langues, à 1,5 million d'exemplaires, c'est le magazine adventiste le plus lu dans le monde.

## Histoire
Sur une initiative de Jan Paulsen, le président de la Conférence générale (la direction mondiale) de l'Église adventiste du septième jour, la publication d'Adventist World a démarré en septembre 2005.

## Objectifs
Adventist World informe et inspire la spiritualité des adventistes du monde entier. Son slogan rappelle la promesse de Jésus : « Voici, je viens bientôt » (Apocalypse 22:7). Le magazine définit sa mission comme étant « d'exalter Jésus-Christ, et d'unir partout les adventistes du septième du jour en croyances, mission, vie et espérance ». Il présente quatre types d'articles :        
- nouvelles de l'Église adventiste du septième jour,
- enseignements de la Bible,
- histoire et héritage spirituel de l'adventisme,
- mission et mode de vie des adventistes.

## Conception et publication
L'organisation d'Adventist World est internationale. Le magazine est conçu dans deux bureaux de rédaction :
- Équipe de rédaction de Silver Spring, Maryland, États-Unis
- Équipe de rédaction de Séoul, Corée du Sud

Adventist World est traduit en plusieurs langues, relu par de nombreux correcteurs à travers le monde, puis imprimé simultanément dans plusieurs maisons d'édition adventistes en Allemagne, Autriche, Australie, Brésil, Corée du Sud, États-Unis et Indonésie. Le magazine est publié sur papier en sept langues et sur Internet en douze langues : anglais, espagnol, français, portugais, allemand, chinois, coréen, russe, arabe, ourdou, vietnamien et indonésien. Des webmestres aux Philippines et aux États-Unis téléchargent les articles sur deux serveurs, situés dans l'Utah et le Michigan, pour l'édition d'Adventist World sur Internet.

## Directeurs de la rédaction
- 2005-2006 : William Johnsson
- 2007-présent : Bill Knott